# Hajmáskér
Hajmáskér község Veszprém vármegyében, a Veszprémi járásban.

## Fekvése
A Balaton északkeleti szegletétől 14 kilométerre fekszik, Várpalota és Veszprém között nagyjából félúton, a Keleti-Bakony délkeleti lejtőin. A legközelebbi települések: dél felől Sóly, kelet felől Öskü, nyugat felől pedig a Veszprémhez tartozó Gyulafirátót (észak felől a községet a Tési-fennsík 400 méter feletti, kietlen magaslatai határolják).
A település főútja a kelet-nyugati irányban húzódó 8214-es út, amit a 8-as főúttal a 7216-os számú sólyi út tulajdonképpeni folytatásaként húzódó 8215-ös út köt össze; ténylegesen a két út kapcsolatát egy felüljárón áthaladó, öt számjegyű út biztosítja.
A hazai vasútvonalak közül a Székesfehérvár–Szombathely-vasútvonal érinti, melynek korábban két megállási pontja is volt a határai között: a fővároshoz közelebb Hajmáskér-Újtelep megállóhely, a lakott terület délkeleti végében, valamint Hajmáskér vasútállomás a belterület délnyugati szélén. Az állomás közvetlenül a településen végighúzódó 8214-es út (Kossuth Lajos utca) mellett létesült, míg a (ma már nem üzemelő) megállóhely közúti elérését csak egy önkormányzati út (az itt Tábori utca nevet viselő főutcából délnek kiágazó Diófa utca) biztosította.
Többnyire erdőirtás és az egykori intenzív legeltetés következményeként vastagabb erdőtalaj nélkül maradt lankás dolomittérszín veszi körbe, amely alkalmatlan a mezőgazdasági hasznosításra. A községtől északra, az Északi-Bakony déli lejtőjén Márkó és Bakonykúti között kilométereken át elterülő, fűfélékkel és elszórtan kisebb cserjékkel borított dolomitsziklás mezőt régen legelőként használták, 1968-tól a Magyar Néphadsereg, majd 1990 óta Magyar Honvédség Böszörményi Géza Csapatgyakorlótér Parancsnokság Nullponti lő- és gyakorlótere.

## Története
Hajmáskér történelme nagyon régi időkre nyúlik vissza. Területén a középkor óta magyar népcsoportok laknak; első ismert okleveles említése 1343-ból származik, amikor Keer formában jegyezték fel a nevét. 1424-ből Hadmasker, 1702-ből Haymaskér formában ismert a település neve. A falunév előtagja a hagyma szó nyelvjárási alakját, utótagja pedig a Kér törzsnevet őrzi, ez egyben arra is utal, hogy kora középkori lakói ezen honfoglaló törzshöz tartoztak.

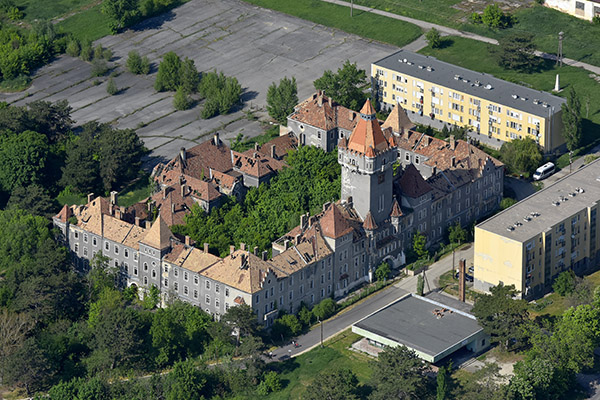
Az egykori E1 parancsnokság légi felvételen, Hajmáskér

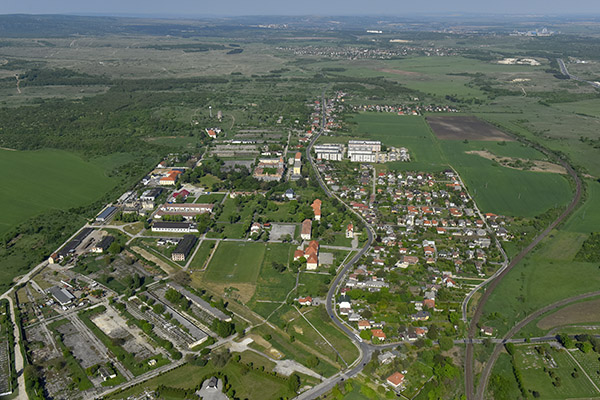
Hajmáskér látképe madártávlatból

Lélekszáma a 18. század egyik összeírása szerint 379 volt, 1857-ben viszont már kereken ezer fős lakosságát jegyezték fel, 1869-ben 929 volt a lakosságszám. Nagyobb mérvű gyarapodásnak a 20. század elején, a monarchia katonai kiképző tüzérségi főiskolájának megszervezése nyomán indult a település, amikor is Ferenc József elrendelte, hogy Hajmáskéren önellátó katonai tábort hozzanak létre. 1930-ban 2200, 1941-ben 4711 fő lakta a falut, illetve a laktanyaegyüttes közelébe épített lakótelepet. A községben 1945-ig hadiüzem is működött, 8-900 fős átlagos dolgozói létszámmal.
A falu központjában szürke, kastélyra hasonlító épület található, ez volt az 1907-1910 között megvalósított katonai tüzérségi és lőiskola főépülete. Sok különböző funkciójú épület sorakozott itt azokban az évtizedekben, amikor az itteni katonai tábor a fénykorát élte: szerepelt ezek között léghajógarázs, lovarda és vágóhíd is. Önellátó táborként külön pénzneme is volt, ezek mind papírpénzek voltak: 10, 20, 50 filléresek és 1, 2, 5, 10 koronás bankjegyek. Miután a második világháború végén kiszorították a térségből a német hadsereget, a hajmáskéri bázist a szovjet hadsereg vonta hatáskörébe, és birtokolta egészen 1990. november 15-ig. (A magyarországi kivonuláskor az első szovjet katonai szerelvény Hajmáskérről indult).
Hajmáskér lakossága 1989 és 1999 között megduplázódott, lélekszáma a 2006. decemberi állapot szerint 3108 fő volt. A korábbihoz képesti kiugró népességnövekedés fő oka a szovjet laktanya felszámolása után az ahhoz tartozó tiszti lakások jobbára áron aluli értékesítése volt, ami az ország különböző részeiből sok fiatal párt és családot vonzott a településre. (A mai Jókai Mór lakótelep otthonainak jelentős részét az érintettek az állam által biztosított lakhatási célú támogatás igénybevételével vásárolhatták meg.) A lélekszám hirtelen emelkedése számos gondot is okozott az önkormányzatnak, mert az infrastruktúra fejlesztésével képtelenek voltak követni a lakossági igényeket. Kihívást jelent még a település számára a hatalmas katonai bázis racionális hasznosítása is.
A település határában kialakított hatalmas katonai lőtér Magyarország legnagyobb ilyen létesítménye, amely ma is működik. A honvédség alkalmanként változatlanul használja.

## Közélete

### Polgármesterei
- 1990–1994: Kovács Gyula (MDF)[7]
- 1994–1998: Hornyák Ferenc (független)[8]
- 1998–2002: Ifj. Köbli Miklós (független)[9]
- 2002–2004: Köbli Miklós (független)[10]
- 2004–2006: Köbli Miklós (független)[11]
- 2006–2010: Köbli Miklós (független)[12]
- 2010–2014: Köbli Miklós (független)[13]
- 2014–2019: Köbli Miklós (független)[14]
- 2019–2024: Köbli Miklós (független)[15]
- 2024– : Köbli Miklós (független)[1]

A településen az 1998. október 18-án megtartott önkormányzati választás érdekessége volt, hogy az országos átlagot jóval meghaladó számú, összesen 8 polgármesterjelölt indult. Ilyen nagy számú jelöltre az egész országban csak tíz település lakói szavazhattak, ennél több (9, 10 vagy 12) aspiránsra pedig csak öt másik településen volt példa.
2004. december 12-én időközi polgármester-választást kellett tartani Hajmáskéren, mert az előző faluvezetőnek – még tisztázást igénylő okból – megszűnt a polgármesteri tisztsége. Ő ennek ellenére elindult a választáson, és meglehetősen nagy arányban (három jelölt közül 82,27 %-os eredménnyel) meg is nyerte azt.

## Népesség
A település népességének változása:
| Lakosok száma | 2865 | 2851 | 2854 | 2837 | 2902 | 2976 | 2925 |
|               | 2013 | 2014 | 2015 | 2021 | 2022 | 2023 | 2024 |

A 2011-es népszámlálás során a lakosok 87,6%-a magyarnak, 1,1% németnek, 2,4% cigánynak, 0,2% szerbnek, 0,2% ukránnak mondta magát (12,4% nem nyilatkozott; a kettős identitások miatt az végösszeg nagyobb lehet 100%-nál). A vallási megoszlás a következő volt: római katolikus 38,8%, református 9,8%, evangélikus 1,9%, görögkatolikus 0,2%, felekezeten kívüli 20,2% (28,1% nem nyilatkozott).
2022-ben a lakosság 81%-a vallotta magát magyarnak, 0,9% cigánynak, 0,8% németnek, 0,4% ukránnak, 0,4% románnak, 0,1-0,1% szerbnek, görögnek és szlováknak, 2,4% egyéb, nem hazai nemzetiségűnek (18,9% nem nyilatkozott; a kettős identitások miatt a végösszeg nagyobb lehet 100%-nál). Vallásuk szerint 22% volt római katolikus, 7,4% református, 1,2% evangélikus, 0,2% görög katolikus, 0,2% ortodox, 1% egyéb keresztény, 0,3% egyéb katolikus, 18,3% felekezeten kívüli (49,2% nem válaszolt).

## Nevezetességei
- A katonai lőtér 1901-től napjainkig.
- A hajmáskéri cs. és kir. tüzérségi lövőiskola (1910-1918).
- A hajmáskéri internálótábor (volt hadifogolytábor) 1919-1920.

## Képgaléria

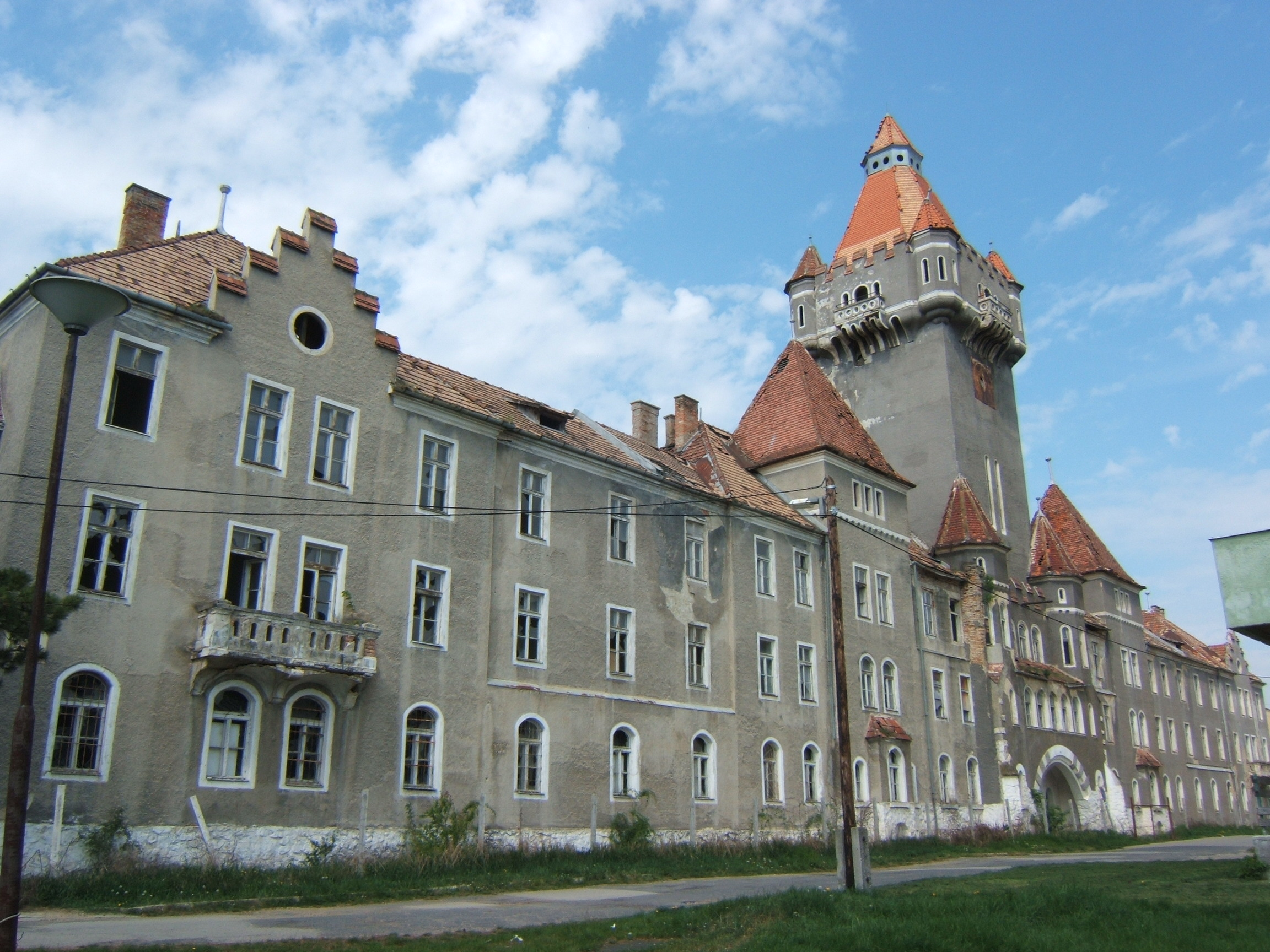
Az egykori E1 parancsnoksági épület
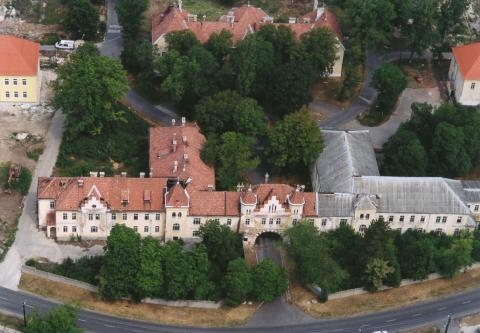
Légifelvétel az egykori E3 kapubejárati épületről (2003)
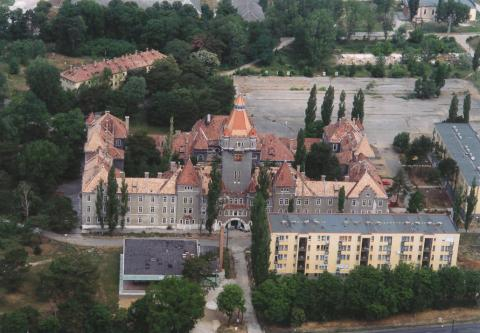
Légifelvétel az egykori E1 parancsnoksági épületről (2003)
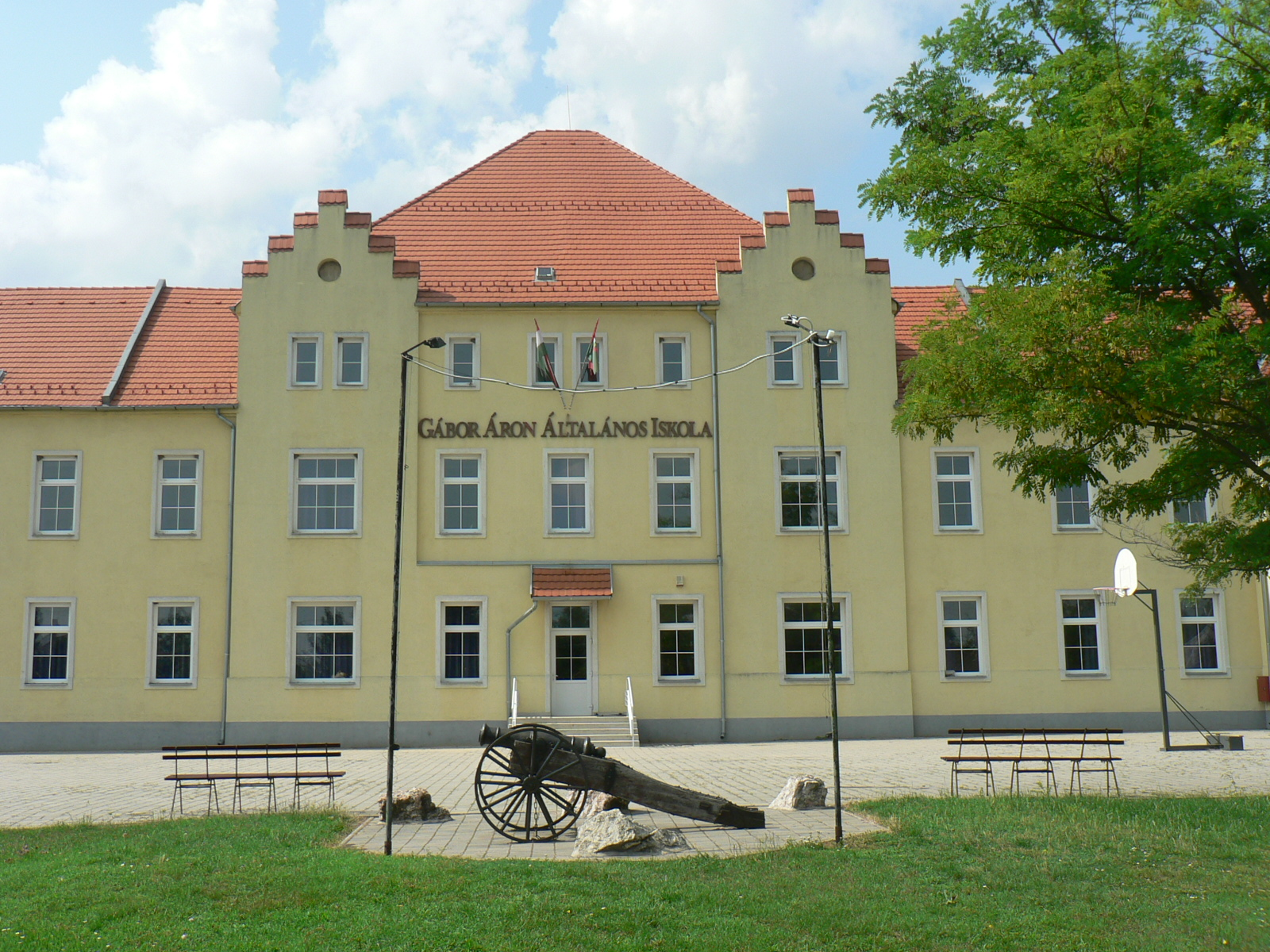
Az egykori E6 legénységi lakóépület, ma Gábor Áron Általános Iskola (2016)
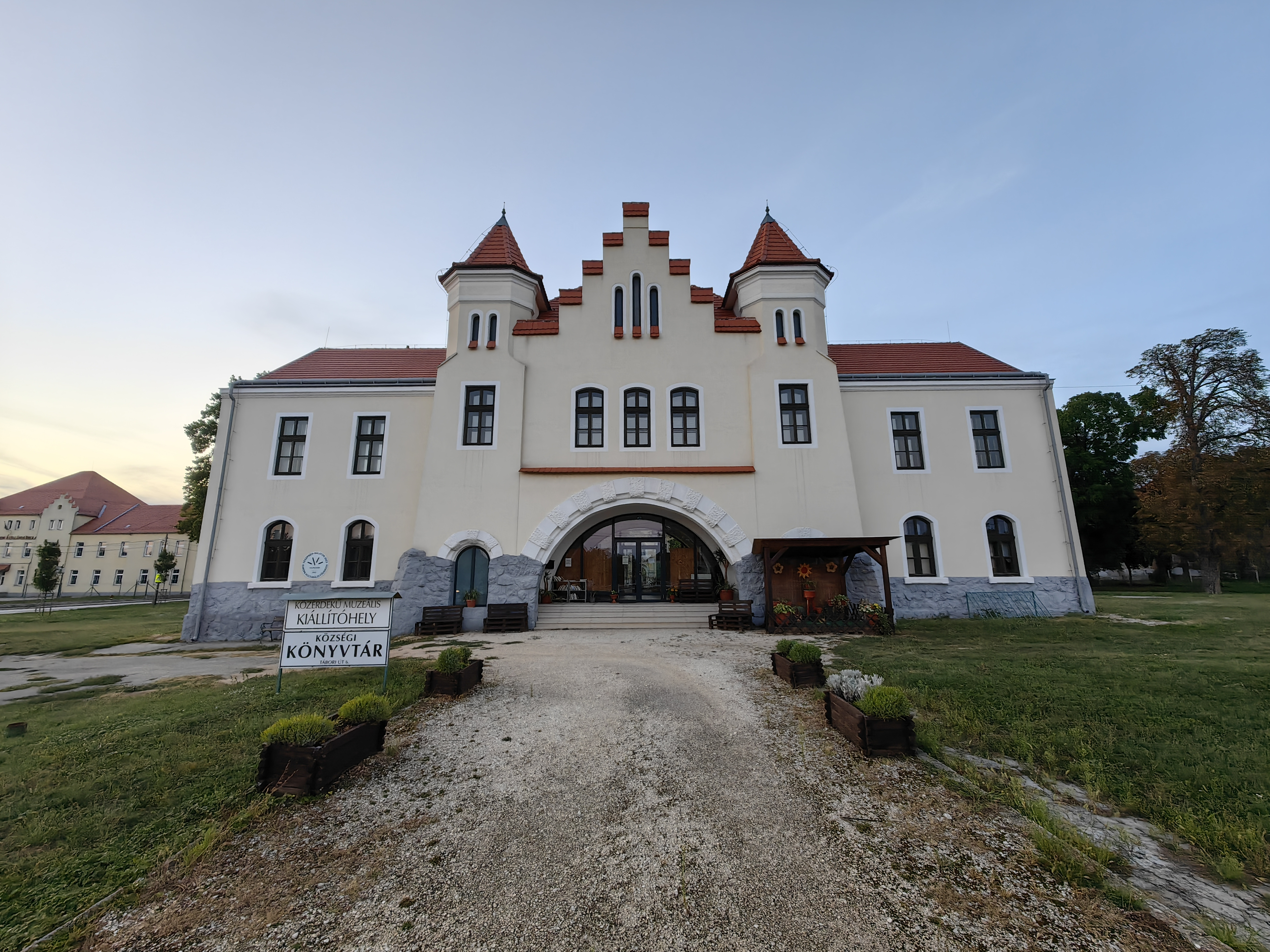
Kulturális kiállítóhellyé átalakított egykori E3 tiszti lakóépület, maradványépület
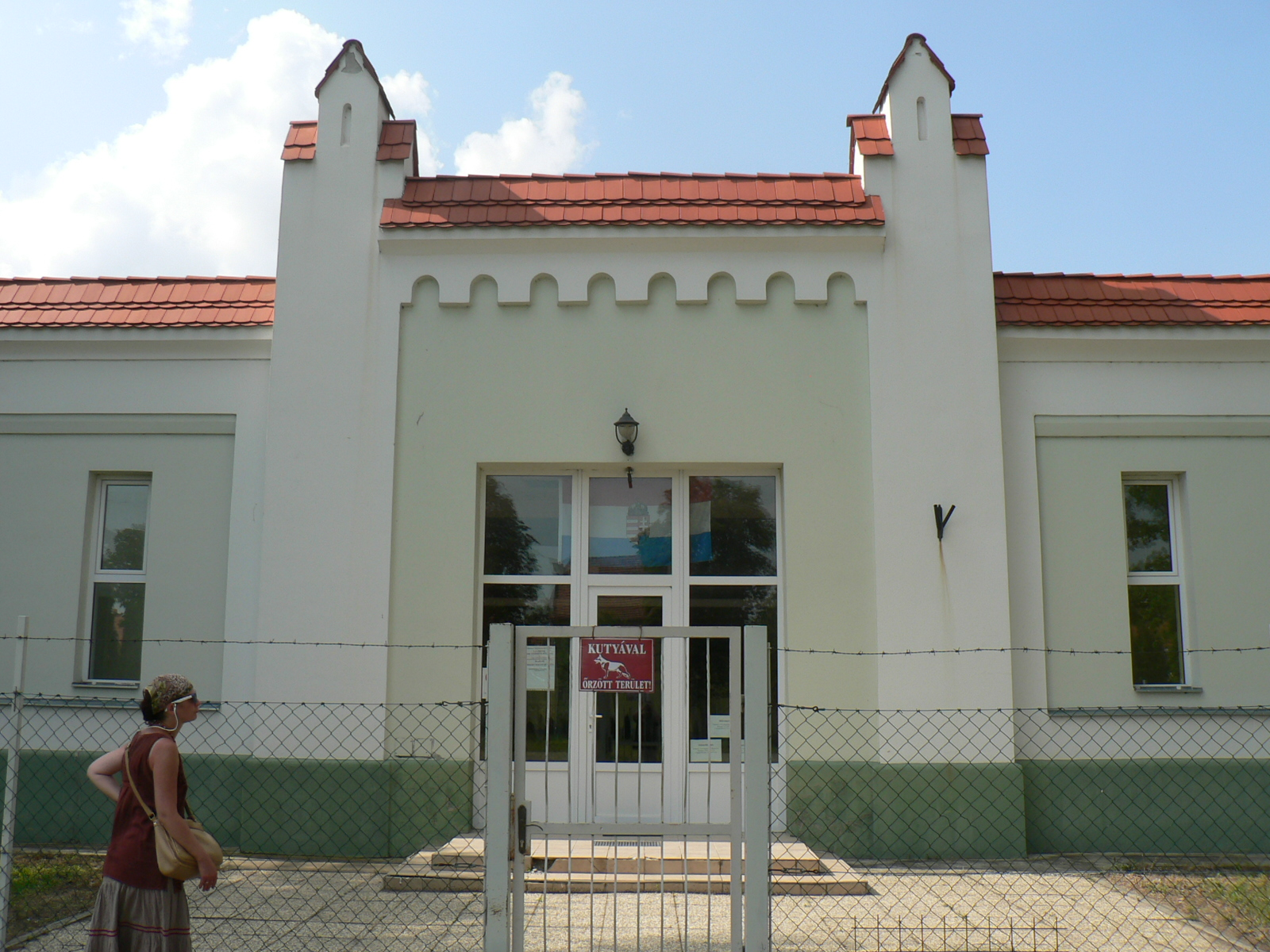
Az egykori E37 lovarda épület bejárata (2016)
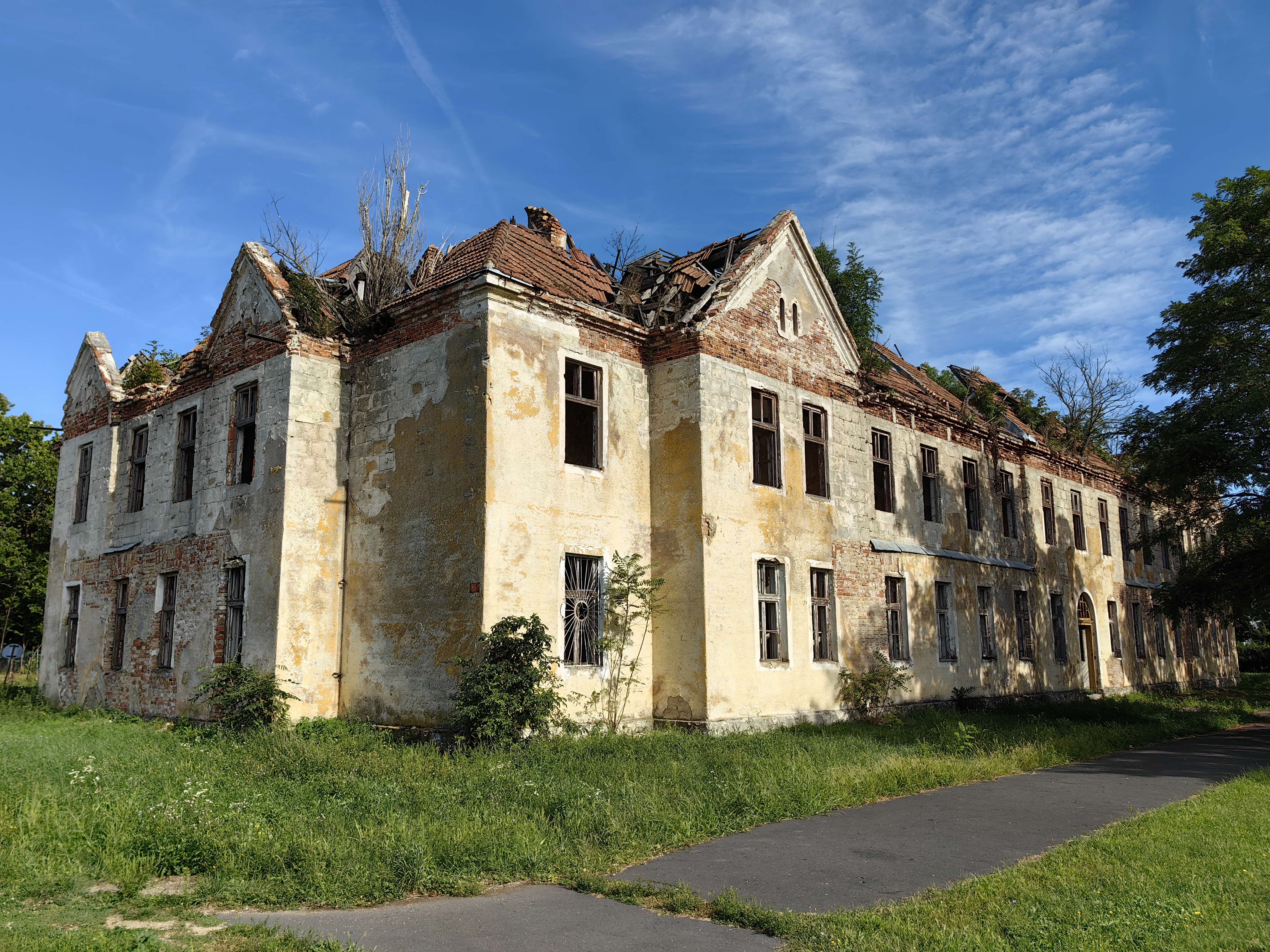
Az egykori E25 tiszti lakóépület
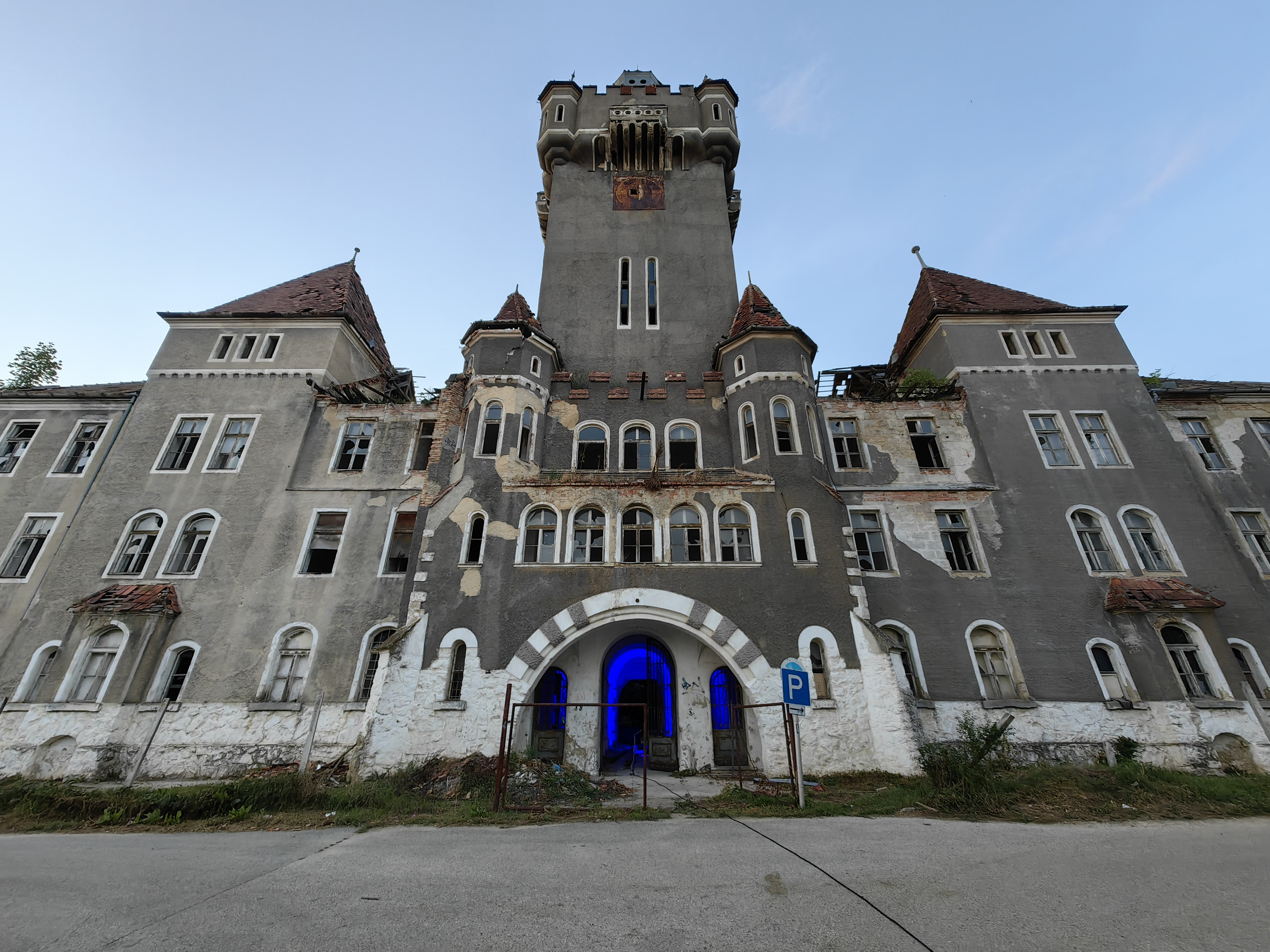
Az egykori tüzérlaktanya főépületének a bejárata
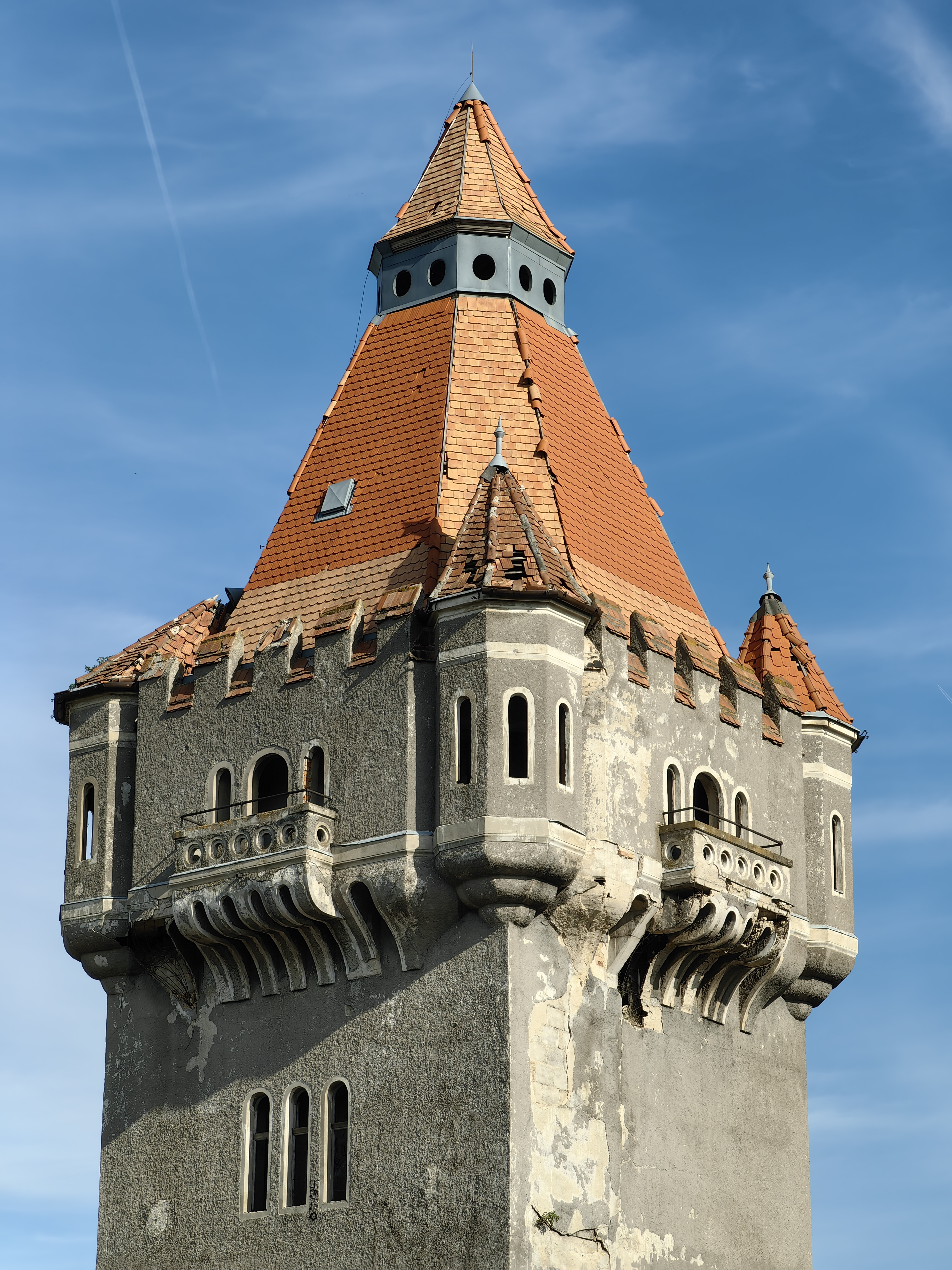
Az egykori E1 parancsnoksági épület 44 méter magas víztornya
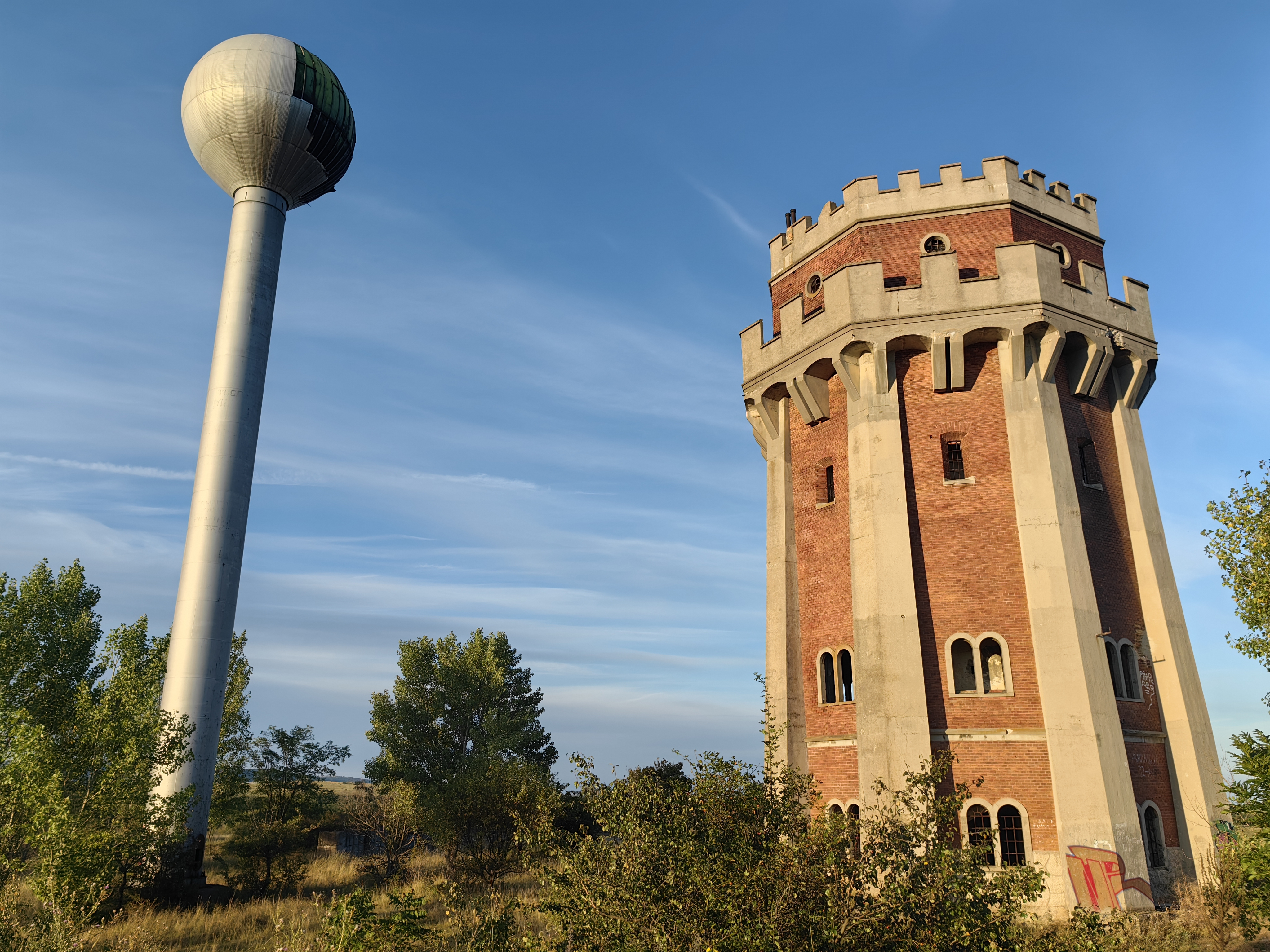
Víztornyok
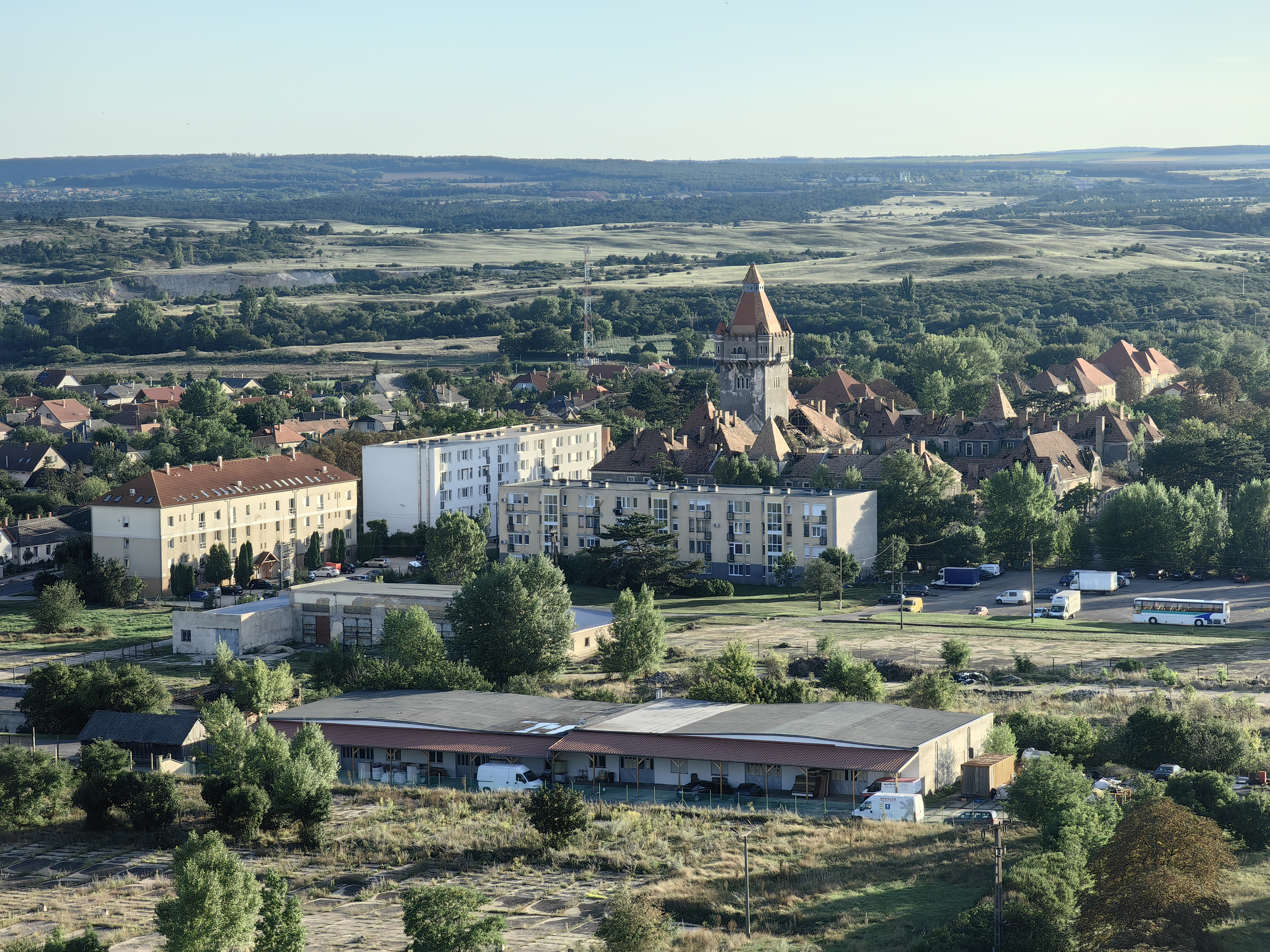
Kilátás a víztoronyról
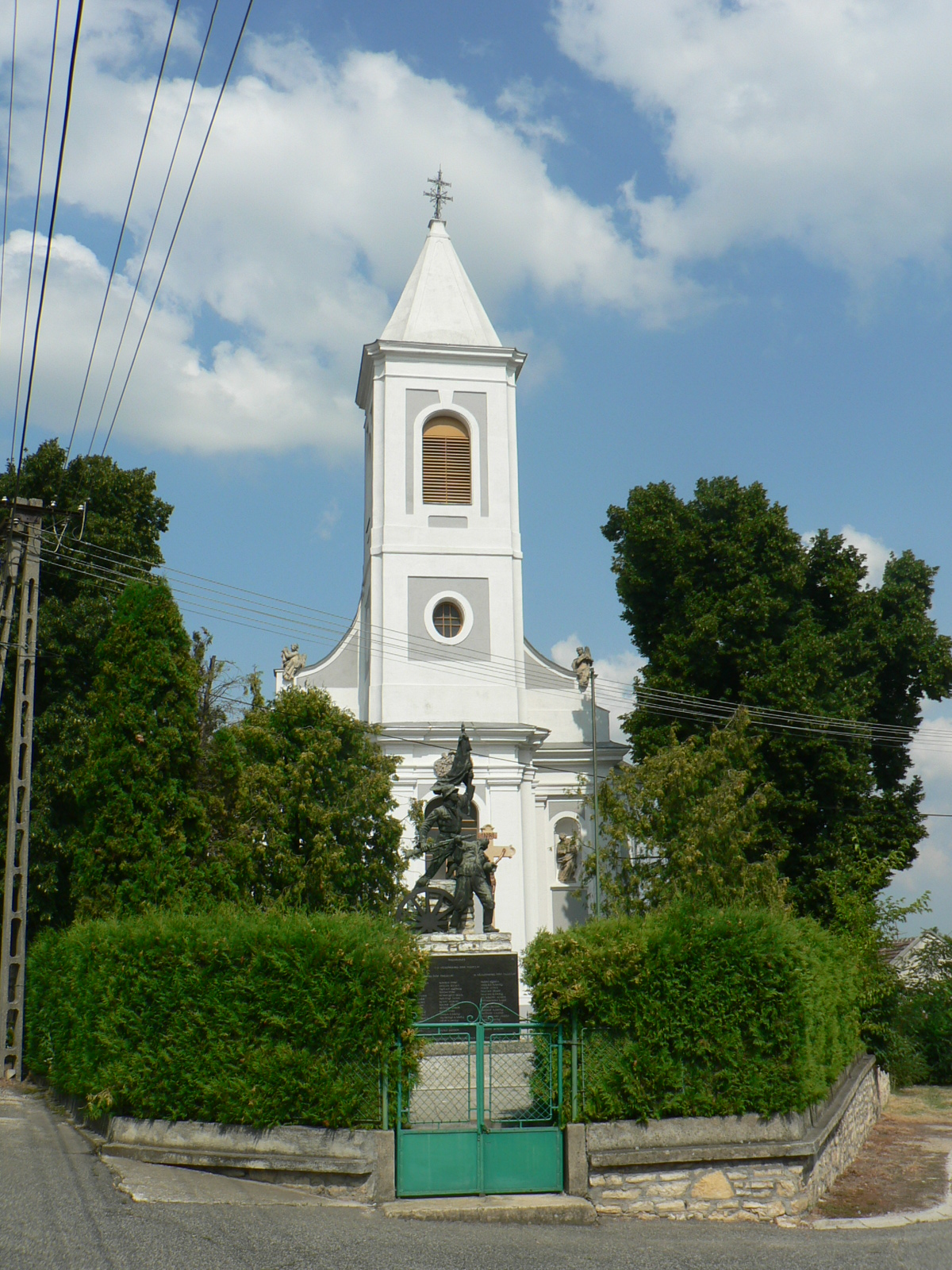
Hajmáskér katolikus temploma a hősi emlékművel
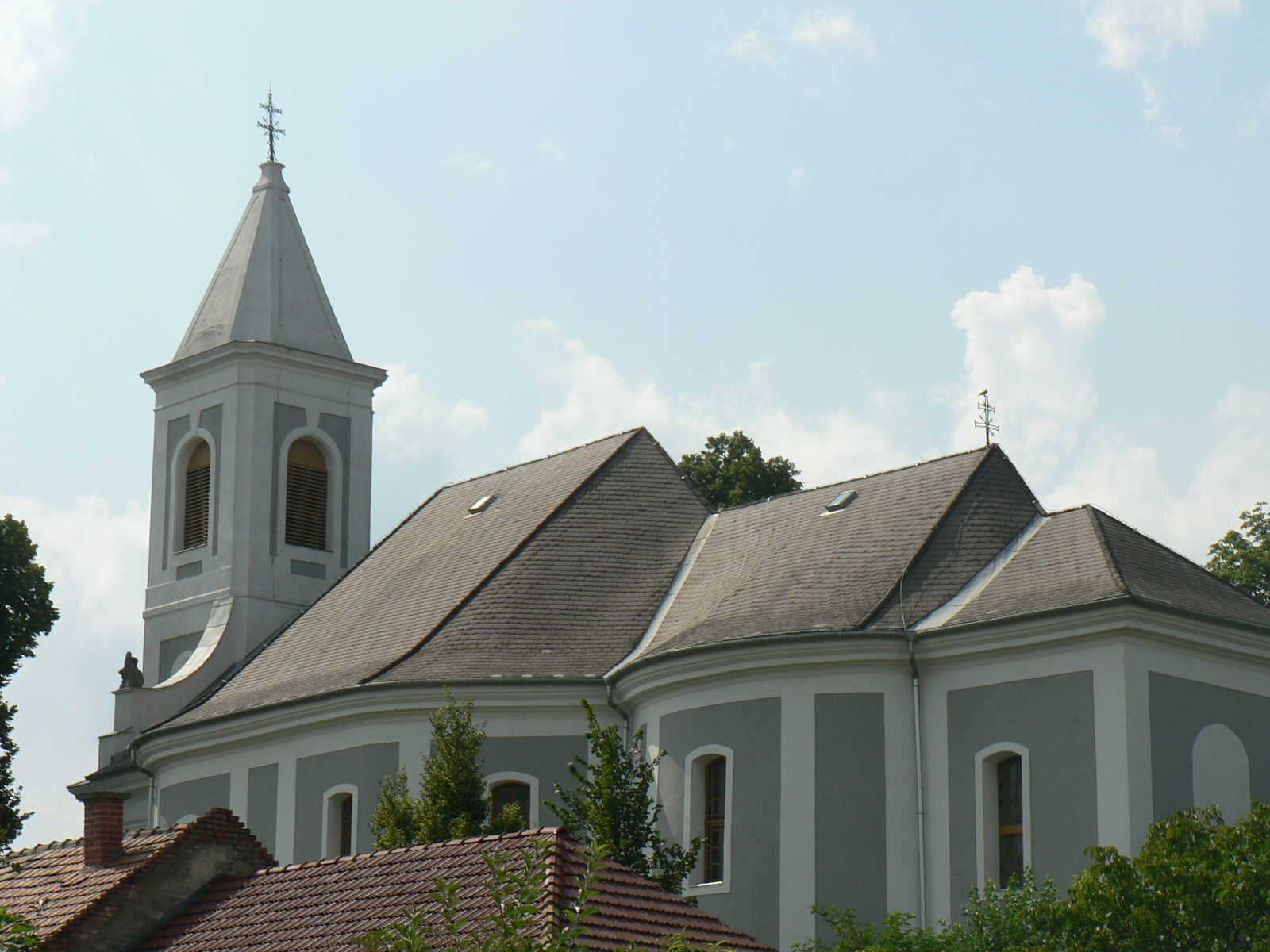
A hajmáskéri római katolikus templom kelet felől nézve
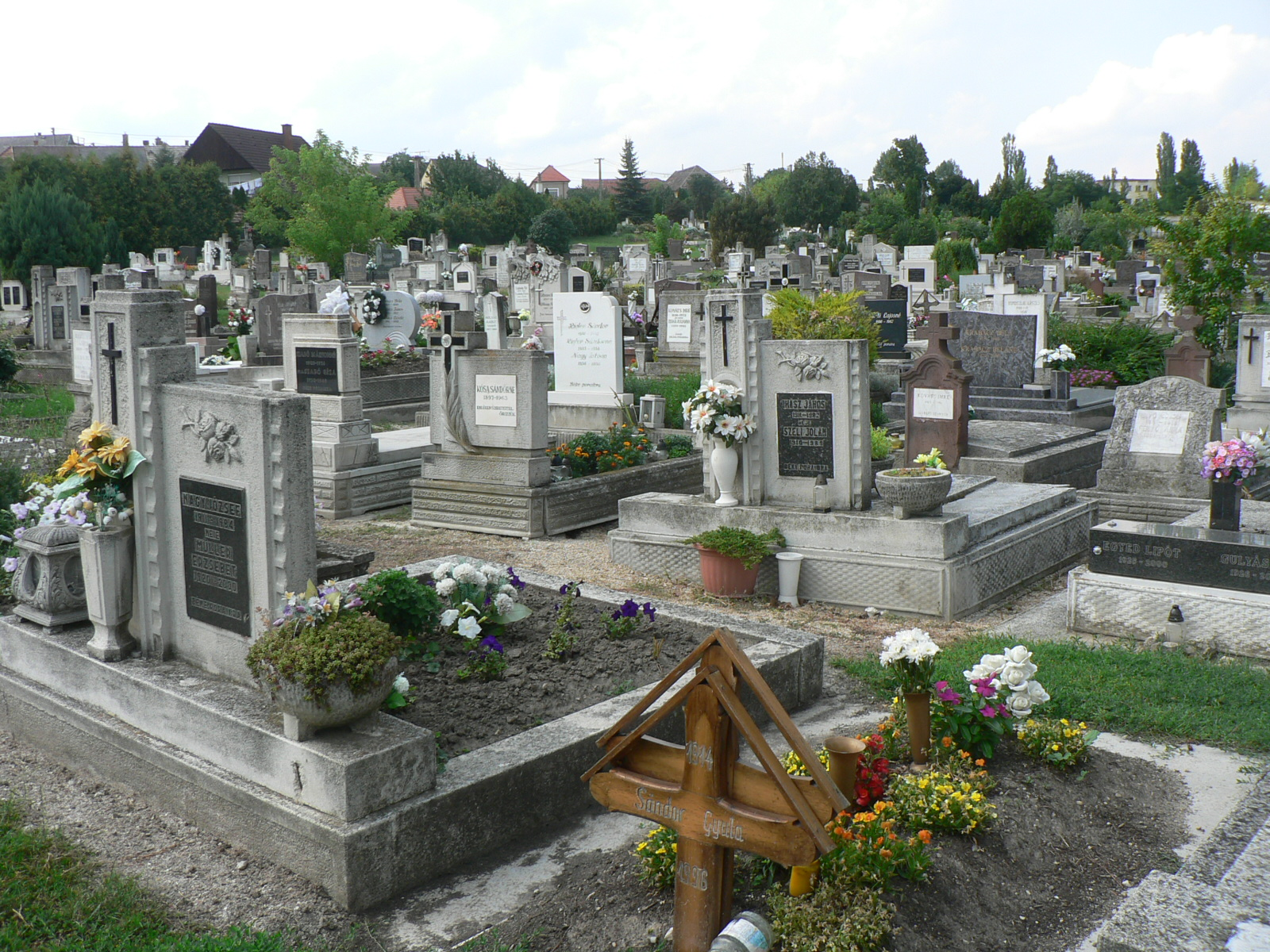
Hajmáskér temetője az utca felé néző sírfeliratokkal
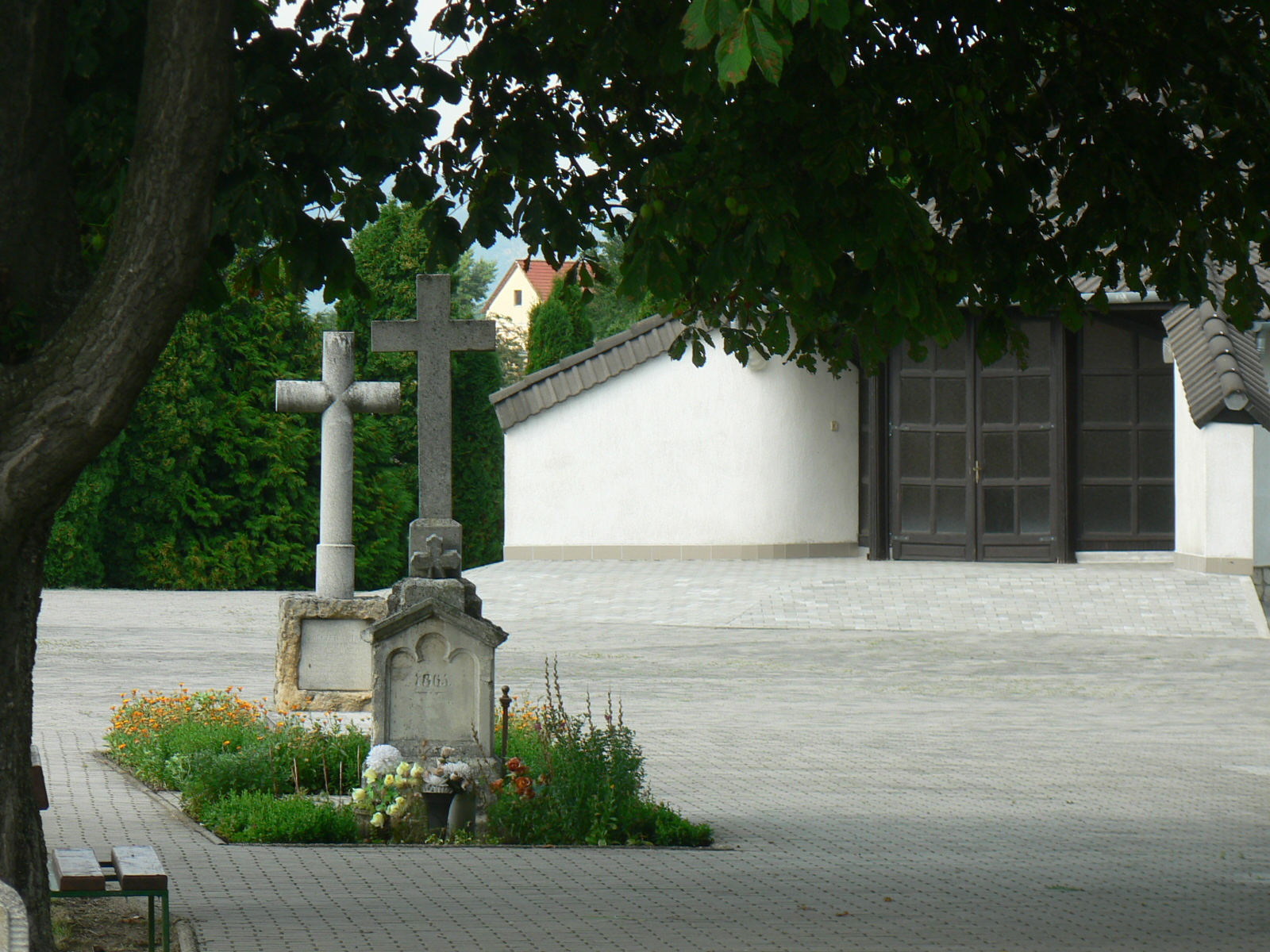
Hajmáskér temetői keresztje és ravatalozója
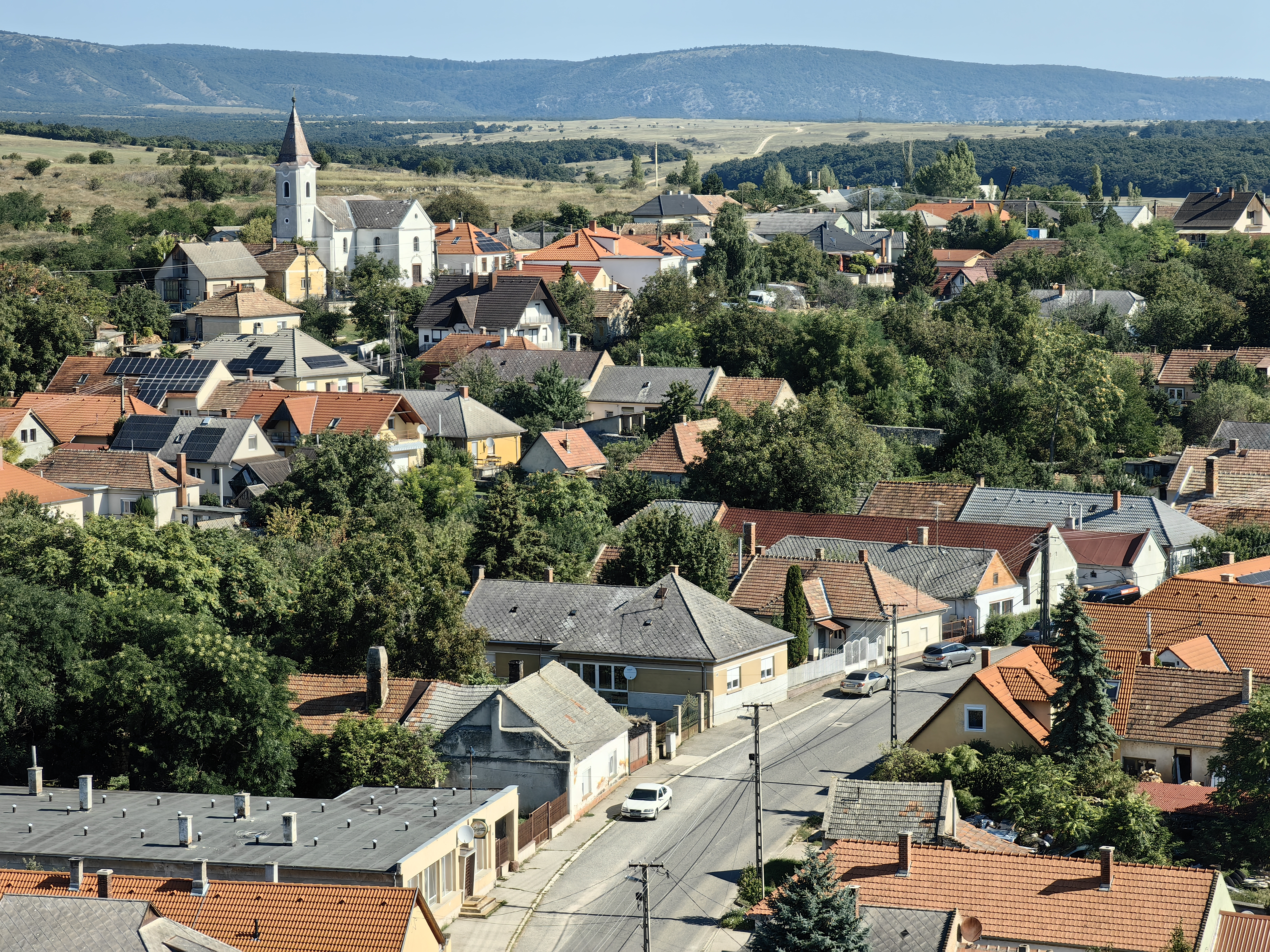
Hajmáskér, kilátás